# Comté de Talbot (Maryland)
Pour les articles homonymes, voir Comté de Talbot.
Le comté de Talbot (anglais : Talbot County) est un comté situé dans l'est de l'État du Maryland aux États-Unis, au bord de la baie de Chesapeake. Le siège du comté est à Easton. Selon le recensement de 2020, sa population est de 37 526 habitants.

## Géographie
Le comté a une superficie de 1 235 km2, dont 697 km2 de terres.